# Passiflora serrulata
Passiflora serrulata Jacq. – gatunek rośliny z rodziny męczennicowatych (Passifloraceae Juss. ex Kunth in Humb.). Występuje naturalnie w północnej Kolumbii, w Wenezueli oraz na Trynidadzie i Tobago. 

## Morfologia
PokrójZdrewniałe, trwałe, owłosione liany.
LiściePotrójnie klapowane, ścięte lub sercowate u podstawy. Mają 5–16 cm długości oraz 3,5–11 cm szerokości. Ząbkowane, z ostrym wierzchołkiem. Ogonek liściowy jest owłosiony i ma długość 30 mm. Przylistki są owalne o długości 17 mm.
KwiatyPojedyncze lub zebrane w pary. Działki kielicha są podłużnie lancetowate, mają 1,5-2,5 cm długości. Płatki są lancetowate, mają 1,3 cm długości. Przykoronek ułożony jest w dwóch rzędach, biało-purpurowy, ma 12–20 mm długości.
OwoceMają żółtą barwę. Są kulistego kształtu. Mają 2–3 cm średnicy.

## Biologia i ekologia
Występuje w lasach, na sawannach oraz wśród roślinności krzewiastej na wysokości do 800 m n.p.m.